# Andrzej Stękała
Andrzej Stękała (30 giugno 1995) è un saltatore con gli sci polacco.

## Biografia
In Coppa del Mondo ha esordito il 19 dicembre 2015 a Engelberg (27°) e ha ottenuto il primo podio il 23 gennaio 2016 a Zakopane (3°). Ai Mondiali di volo di Planica 2020 ha vinto la medaglia di bronzo nella gara a squadre e si è classificato 10º nella gara individuale, mentre ai Mondiali di Oberstdorf 2021 ha vinto la medaglia di bronzo nella gara a squadre dal trampolino lungo e si è piazzato 30º nel trampolino normale e 21º nel trampolino lungo.

## Vita privata
Il 1 gennaio 2025 ha fatto coming out rivelando la propria omosessualità sui suoi canali social. Nell'occasione ha anche annunciato di aver avuto una relazione di otto anni con un uomo, scomparso nel novembre 2024

## Palmarès

### Mondiali
- 1 medaglia:
  - 1 bronzo (gara a squadre dal trampolino lungo a Oberstdorf 2021)

### Mondiali di volo
- 1 medaglia:
  - 1 bronzo (gara a squadre a Planica 2020)

### Coppa del Mondo
- Miglior piazzamento in classifica generale: 16º nel 2021
- 4 podi (1 individuale, 3 a squadre):
  - 3 secondi posti (1 individuale, 2 a squadre)
  - 1 terzo posto (a squadre)